# Coby Bryant
Coby Bryant (Cleveland, Ohio, 29 de marzo de 1999) es un jugador profesional estadounidense de fútbol americano, se desempeña en la posición de cornerback en Seattle Seahawks, en la National Football League (NFL).

## Carrera
Fue seleccionado en la cuarta ronda en la Reunión Anual de Selección de Jugadores de la NFL de 2022. Hizo su debut profesional con el equipo Seattle Seahawks, donde lleva jugando dos temporadas.